# Vertice di Istanbul del 1999
Il vertice di Istanbul del 1999 è stato il sesto vertice dell'Organizzazione per la sicurezza e la cooperazione in Europa (OSCE), tenuto ad Istanbul, in Turchia, dal 18 al 19 novembre, si è concluso con l'adozione della "Dichiarazione del vertice di Istanbul" e con la firma della Carta per la sicurezza europea. Sempre ad Istanbul, 30 Stati dell'OSCE hanno firmato il Trattato sulle forze armate convenzionali in Europa (CFE) così modificando il precedente Trattato sulle forze armate convenzionali in Europa del 1990, il quale rifletteva i cambiamenti post-Guerra Fredda. C'è anche stato uno scontro diplomatico tra Russia ed Occidente riguardo l'intervento della NATO riguardo la Guerra in Kosovo e all'inizio della seconda guerra cecena.
Sono stati discussi anche i conflitti in: Transnìstria (odierna parte della Moldavia),  Abcasia-Georgia e Georgia-Osseto. Al vertice la Russia promise il ritiro delle sue forze militari presenti sui territori della Moldavia e della Georgia entro il 31 dicembre 2002, evento mai avvenuto.